# Osový skelet

osový skelet člověka

Osový, axiální skelet je souhrnné označení pro páteř a kostru hrudníku, tzn. hrudní kost a žebra. Často se přidává také lebka, nicméně ta je z hlediska vývojového i funkčního poněkud odlišná.
Osová kostra představuje osu těla, jejím úkolem je přestavovat pevný bod pro pohyb končetin, tvoří také významnou mechanickou ochranu zranitelných vnitřních orgánů. U člověka je tvořen 80 kostmi (vč. lebky).

## Osová kostra obratlovců, fylogeneze a embryonální vývoj
Osový skelet je vlastní všem obratlovcům bez výjimky a zásadněji se neliší u jednotlivých druhů (snad kromě bezčelistnatců s odlišnou stavbou lebky). Osový skelet je nápadný svou segmentací – toto dělení je pozůstatkem somitů, pravidelných bloků paraxiálního mezodermu embrya. Somity se vyvíjejí na obou stranách kolem hřbetní struny a neurální trubice. Část somitu, ze kterého má vzniknout (kromě jiného) osový skelet, se nazývá sklerotom. Každý sklerotom se rozdělí na dvě části, přední s řídce uspořádaný mezenchymem, který dá vzniknout meziobratlové ploténce, a zadní zahuštěný, který vytvoří tělo obratle. V průběhu [fylogeneze] obratlová těla postupně obalila neurální trubici a zatlačila hřbetní strunu, u savců existuje pouze její zbytek jako tzv. nucleus pulposus uvnitř meziobratlové ploténky.
Další část somitu, myotom, se dále vyvíjí v segmentované svaly trupu a také v žebra.
Ta ale mohou vznikat dvěma způsoby: u vodních čelistnatců (třídy paryby, paprskoploutví, svaloploutví) jsou vyvinutá tzv. dolní žebra, tvořená zkostnatělými přepážkami mezi segmentovanými svaly (myosepty) a somatopleurou, tedy částí nesegmentovaného mezodermu. U čtyřnožců (a některých ryb) se na jejich stavbě podílejí myosepta a septum horizontale. U vodních čelistnatců je metamerie, tedy segmentace, velmi dobře patrná, neredukovaná, a žebra jsou vyvinuta po celé délce těla. U současných obojživelníků (zvl. u žab a červorů) jsou naopak žebra úplně redukována, u Amniot nacházíme žebra jen v hrudníku, jako součást hrudního koše. Zvláštní výjimku tvoří hadi, kteří mají žebra druhotně opět po celé délce těla.
Vývoj lebky je odlišný a složitější: kosti lebeční báze vznikly z předních sklerotomů, mají tedy stejný původ jako obratle. Zbytek kostí neurokrania je původem z nesegmentovaného hlavového mezenchymu. Krycí kosti, hlavně kosti obličejové, jsou deriváty gangliové lišty a čelistní kosti vznikly z 1.–3. páru žaberních oblouků. Ve stavbě kostry lebky jsou největší evoluční rozdíly.

## Popis osového skeletu

### Páteř
Páteř je tvořena obratli, které jsou navzájem kloubně spojené a umožňují jistý stupeň pohyblivosti páteře. U člověka je tvořena 26 kostmi. Páteř člověka je dvojesovitě protáhlá, směrem dopředu (lordóza) tvoří obratle krční a bederní, směrem dozadu (kyfóza) tvoří hrudní a křížové obratle.

### Hrudní koš
Hrudní koš, tedy žebra a hrudní kost, chrání měkké orgány dutiny hrudní, jako jsou plíce a srdce. U člověka je tvořen 25 kostmi.

### Lebka
Lebka chrání mozek a smyslové orgány, čelisti umožňují příjem a zpracování potravy.